# Hydraena wolfi
Hydraena wolfi är en skalbaggsart som beskrevs av Skale och Jäch in Jäch 2009. Hydraena wolfi ingår i släktet Hydraena och familjen vattenbrynsbaggar. Inga underarter finns listade i Catalogue of Life.